# Onosma iricolor
Onosma iricolor är en strävbladig växtart som beskrevs av Michail Klokov. Onosma iricolor ingår i släktet Onosma och familjen strävbladiga växter. Inga underarter finns listade i Catalogue of Life.